# Cayetano Saporiti
Cayetano Saporiti (* 14. Januar 1887 in Montevideo; † 1954 ebenda) war ein uruguayischer Fußballspieler.

## Verein
Torwart Saporiti begann als Zehnjähriger beim Club de Football Treinta y Tres mit dem Fußballspielen. Dort verblieb er bis zum Jahre 1902. Ende jenes Jahres schloss er sich den Montevideo Wanderers an. Nach drei Einsätzen in der Zweiten Liga debütierte er 1903 bereits im Alter von 16 Jahren in der Ersten Mannschaft. Er gehörte anschließend mindestens 1903, 1905 bis 1911 und 1917 bis 1920 den in der Primera División antretenden Wanderers an. 1906 und 1909 feierte seine Mannschaft jeweils den Gewinn der uruguayischen Meisterschaft. 1908 und 1910 behielt man zudem ebenso bei der Copa de Honor wie 1906, 1911, 1917 und 1918 auch bei der Copa Competencia die Oberhand. Insgesamt absolvierte Saporiti 342 Spiele für die Wanderers. Für das Jahr 1905 wird auch von einer Station beim argentinischen Verein Barracas AC berichtet.

## Nationalmannschaft
Saporiti war auch Mitglied der uruguayischen A-Nationalmannschaft. Insgesamt absolvierte er von seinem Debüt am 15. August 1905 bei der Copa Lipton gegen Argentiniens Auswahl bis zu seinem letzten Spiel für die Celeste am 29. Mai 1919 gegen die brasilianische Fußballnationalmannschaft 50 Länderspiele. Dabei musste er 54 Gegentreffer hinnehmen.
Saporiti nahm mit der Nationalelf an der auch als Copa Centenario Revolución de Mayo bezeichneten Südamerikameisterschaft 1910 teil. Dort lief er sowohl in der Partie gegen die chilenische als auch gegen die argentinische Auswahl auf.
Auch war er Kadermitglied bei den Südamerikameisterschaften 1916 und 1917. Aus beiden Turnieren ging Uruguay als Titelträger hervor. Saporiti absolvierte jeweils drei Spiele in den Turnieren. Im entscheidenden letzten Spiel der 1917er-Meisterschaft gegen die Argentinier musste er dabei nach 70 Minuten verletzt ausscheiden und wurde für den Rest der Spielzeit von Verteidiger Varela ersetzt, da es zu jener Zeit noch keine Auswechselspieler gab. Schließlich kam er auch bei der Südamerikameisterschaft 1919 zu weiteren drei Einsätzen. Bei diesem Turnier musste sich die Elf vom Río de la Plata den Brasilianern knapp erst nach Verlängerung geschlagen geben und wurde Zweiter. Diese Partie bildete gleichzeitig den Schlusspunkt von Saporitis Länderspielkarriere.
Überdies siegte Saporiti mit der heimischen Nationalelf auch dreimal bei der Copa Gran Premio de Honor Argentino (1908, 1910, 1918), bei der Copa Gran Premio de Honor Uruguayo 1918, dreimal bei der Copa Newton (1912, 1913, 1917) und viermal bei der Copa Lipton (1905, 1910, 1911, 1912).

## Erfolge

### Nationalmannschaft
- Südamerikameister: 1916, 1917
- Copa Gran Premio de Honor Argentino: 1908, 1910, 1918
- Copa Gran Premio de Honor Uruguayo: 1918
- Copa Newton: 1912, 1913, 1917
- Copa Lipton: 1905, 1910, 1911, 1912

### Verein
- Uruguayischer Meister: 1906, 1909
- Copa Competéncia: 1906, 1911, 1917, 1918
- Copa de Honor: 1908, 1910